# Сабья
Са́бья (Эс-Са́бья, Са́бия, араб. صبياء‎) — город на юго-западе Саудовской Аравии, в 160 км к югу от города Абха и в 37 км к северу от города Джизан, к западу от хребта Эс-Сират и в 26 км к востоку от побережья Красного моря, близ границы с Йеменом. Административный центр одноимённой мухафазы в районе Джизан.
Расположен на шоссе. Торгово-ремесленный центр. Близ Сабьи — добыча каменной соли.
Название получил от древнего государства Саба. Мухафаза Сабья создана в 1352 год хиджры.